# Karoline von Manderscheid-Blankenheim

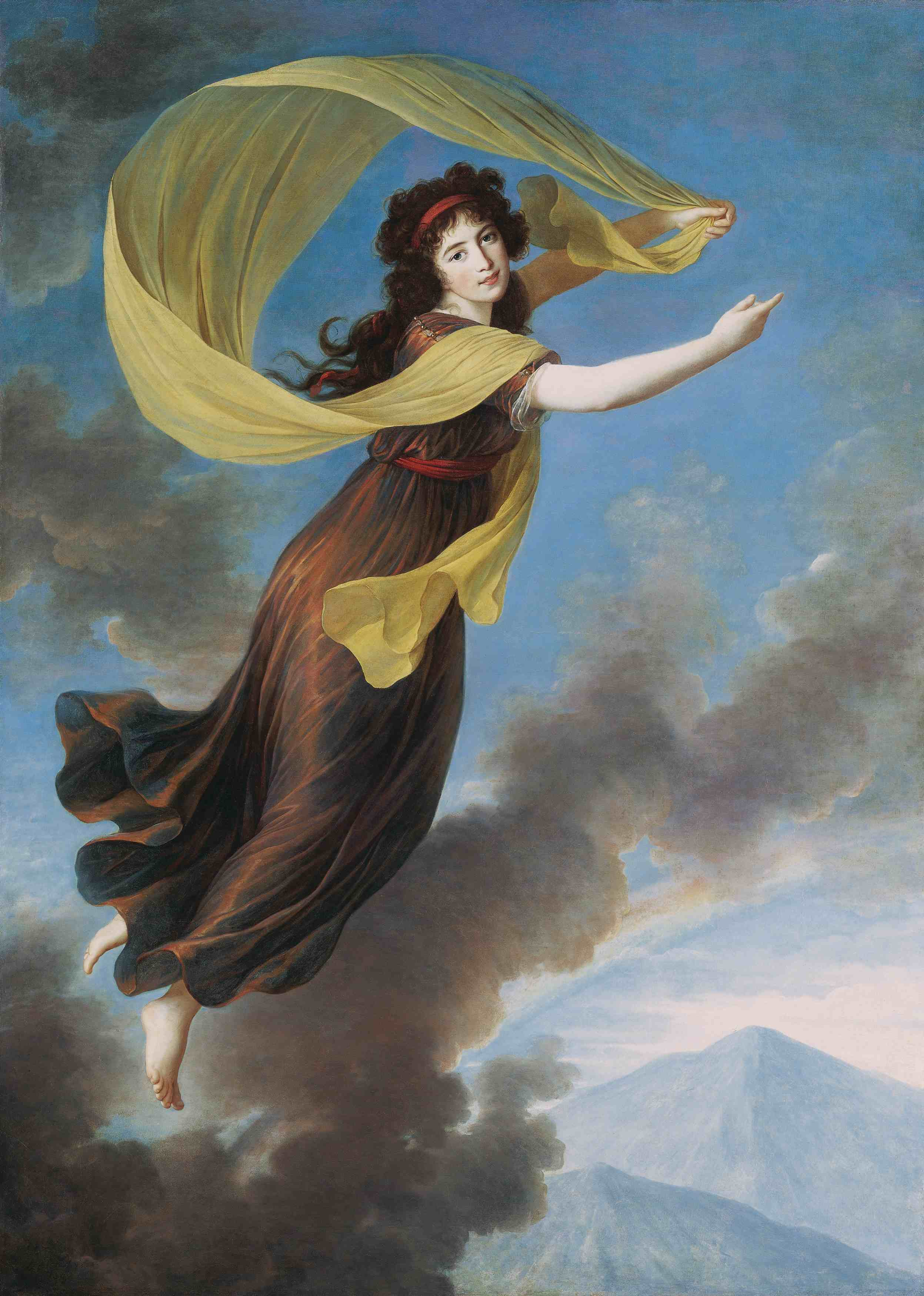
Karoline von Manderscheid-Blankenheim als Iris von Élisabeth Vigée-Lebrun

Gräfin Karoline von Manderscheid-Blankenheim (Karoline Felicitas Engelberte; * 13. November 1768 in Köln; † 1. März 1831 in Wien) war Fürstin von und zu Liechtenstein.
Sie wurde als Tochter von Graf Johann Wilhelm von Manderscheid-Blankenheim zu Geroldseck und seiner Gemahlin Gräfin Johanna Maximiliana Franziska von Limburg-Stirum in Köln geboren. Am 16. November 1783 heiratete sie Alois I., den regierenden Fürsten von und zu Liechtenstein. Die Ehe blieb kinderlos.
Fürstin Karoline hatte jedoch mit ihrem langjährigen Geliebten, Franz von Langendonck, einem Hauptmann in der kaiserlich-österreichischen Armee, zwei uneheliche Kinder: eine Tochter und Sohn Karl Ludwig (geboren im Sommer 1793, gestorben nach 1868), Vicomte von Fribert, Herr zu Diwak und Polehraditz in Mähren. Am 6. September 1813 heiratete dieser die Gräfin Everilda Esterházy de Galantha (* 10. Februar 1791; † 22. Februar 1874), die Tochter von Graf Valentin Niklas Franz Esterházy de Galantha und Ursula Hallwyl. Am 24. März 1805 starb Fürst Alois, sein Bruder Johann I. Josef folgte ihm als Fürst von Liechtenstein. Fürstin Karoline verbrachte die 26 Jahre ihrer Witwenschaft hauptsächlich in Wien, wo sie am 1. März 1831 verstarb. Sie wurde auf dem Friedhof Hietzing in Wien, in der Gruppe 2, Grab Nr. 15, begraben.